# Gustav Schröder
Gustav Schröder (27 de septiembre de 1885-10 de enero de 1959) fue un capitán de barco alemán que en 1939 intentó salvar a 937 judíos alemanes, que eran pasajeros de su barco, el Saint Louis, de los nazis.

## Carrera
Schröder comenzó su carrera marítima en 1902 a la edad de dieciséis años, a bordo del buque escuela Großherzogin Elisabeth. Después de completar su formación, sirvió primero en barcos de vela, y luego fue marinero de primera en el SS Deutschland de la Hamburg America Line, en ese momento uno de los barcos más rápidos del mundo y poseedor de la Blue Riband. Schröder finalmente alcanzó el puesto de capitán después de veinticuatro años de servicio. En 1913, fue destinado a Calcuta, India, pero fue internado allí como extranjero enemigo durante la Primera Guerra Mundial. Comenzó a estudiar idiomas como un pasatiempo y finalmente llegó a dominar siete. Cuando Schröder regresó a Alemania en 1919, se encontró sin trabajo debido a la desmilitarización forzosa y al límite impuesto al número de buques de guerra en la armada alemana por el Tratado de Versalles. En 1921, fue contratado por la compañía naviera HAPAG (Hamburg-Amerikanische Paketfahrt-Aktiengesellschaft), y en 1935, fue ascendido a primer oficial en Hansa. En agosto de 1936, se convirtió en capitán de MS Ozeana.

## La travesía de los condenados
Schröder fue nombrado luego capitán del MS St. Louis, y en 1939 navegó desde Alemania a Cuba con 937 refugiados judíos en busca de asilo. Insistió en que sus pasajeros fueran tratados con respeto y les permitió realizar servicios religiosos a bordo, aunque sabía que esto sería visto desfavorablemente por el entonces gobernante Partido Nazi. A los refugiados se les negó la entrada a Cuba y ni Estados Unidos ni Canadá les permitieron desembarcar, lo que obligó a Schröder a regresar con ellos a Europa. Finalmente, los pasajeros desembarcaron en Bélgica y todos fueron aceptados por Bélgica, Francia, los Países Bajos y el Reino Unido. Los eventos del viaje se cuentan en el libro de 1974 Voyage of the Damned, escrito por Gordon Thomas y Max Morgan-Witts, que fue la base de una película dramática de 1976 del mismo nombre, y el libro La chica alemana de Armando Lucas Correa.

## Años posteriores
Todavía al mando de St. Louis, Schröder se preparó para otro viaje transatlántico, pero a sus pasajeros no se les permitió abordar. En el camino, Gran Bretaña y Francia habían declarado la guerra a la Alemania nazi. Al regresar de las Bermudas, Schröder evadió un bloqueo de la Royal Navy y atracó en la entonces neutral Murmansk. Con una tripulación mínima, logró escabullirse de las patrullas aliadas y llegó a Hamburgo el día de Año Nuevo de 1940. Se le asignó un trabajo de escritorio y nunca más se hizo a la mar. Después de la guerra, trabajó como escritor y trató de vender su historia. Fue liberado de los procedimientos de desnazificación por el testimonio de algunos de sus pasajeros refugiados judíos sobrevivientes.
Schröder estaba casado y vivía con su familia en Hamburgo. Murió en 1959 a la edad de setenta y tres años.

## Honores y homenajes

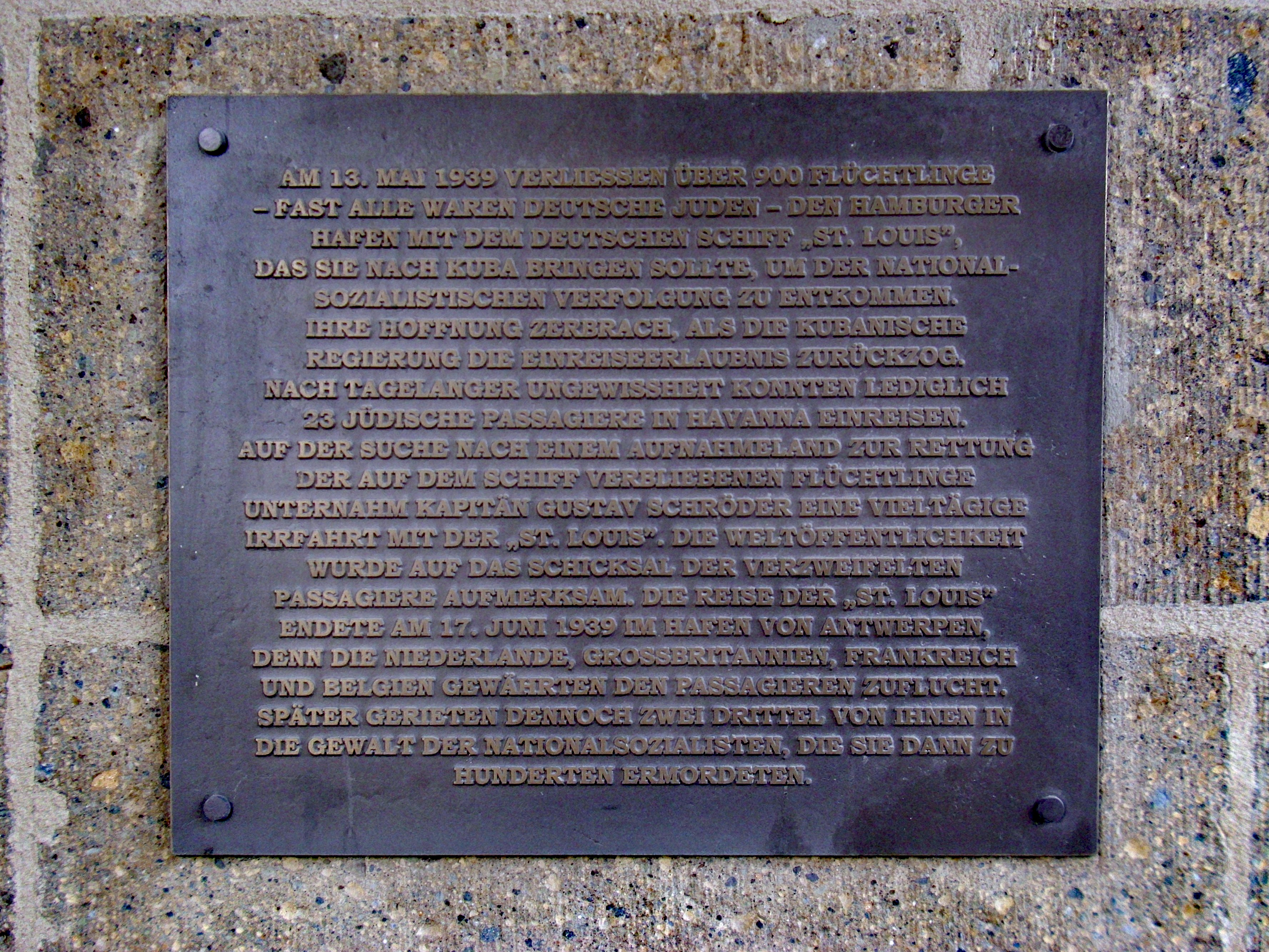
Placa conmemorativa en memoria de los pasajeros del St. Louis en el lado derecho del paso hacia el Puente 3 del Puente Terrestre de St. Pauli.

Schröder recibió muchos elogios por sus acciones durante el Holocausto, tanto en vida como póstumamente. En 1957, la República Federal Alemana le otorgó la Orden al Mérito "por sus servicios al pueblo y la tierra en el rescate de refugiados". En marzo de 1993, Yad Vashem honró a Schröder con el título de "Justo entre las Naciones" por parte del Estado de Israel.  En 2000, su ciudad natal, Hamburgo, nombró una calle en honor a Schröder y descubrió una placa detallada en los embarcaderos.

## En la cultura popular
En la película dramática de 1976 sobre St. Louis, Voyage of the Damned, Schröder es interpretado por el actor sueco-francés Max von Sydow.
En el libro Refugee de 2017, Schröder se incluye en la historia sobre un niño ficticio (Josef Landau) a bordo del St. Louis.